# Lepczyca rozesłana
Lepczyca rozesłana (Asperugo procumbens L.) – gatunek rośliny należący do monotypowego rodzaju lepczyca (Asperugo L.) z rodziny ogórecznikowatych. Występuje w kontynentalnej Europie, północnej Afryce oraz na rozległych obszarach Azji (bez części południowej, tropikalnej). Jako gatunek introdukowany obecny w Ameryce Północnej. W Polsce spotykany głównie na nizinach. 

## Morfologia

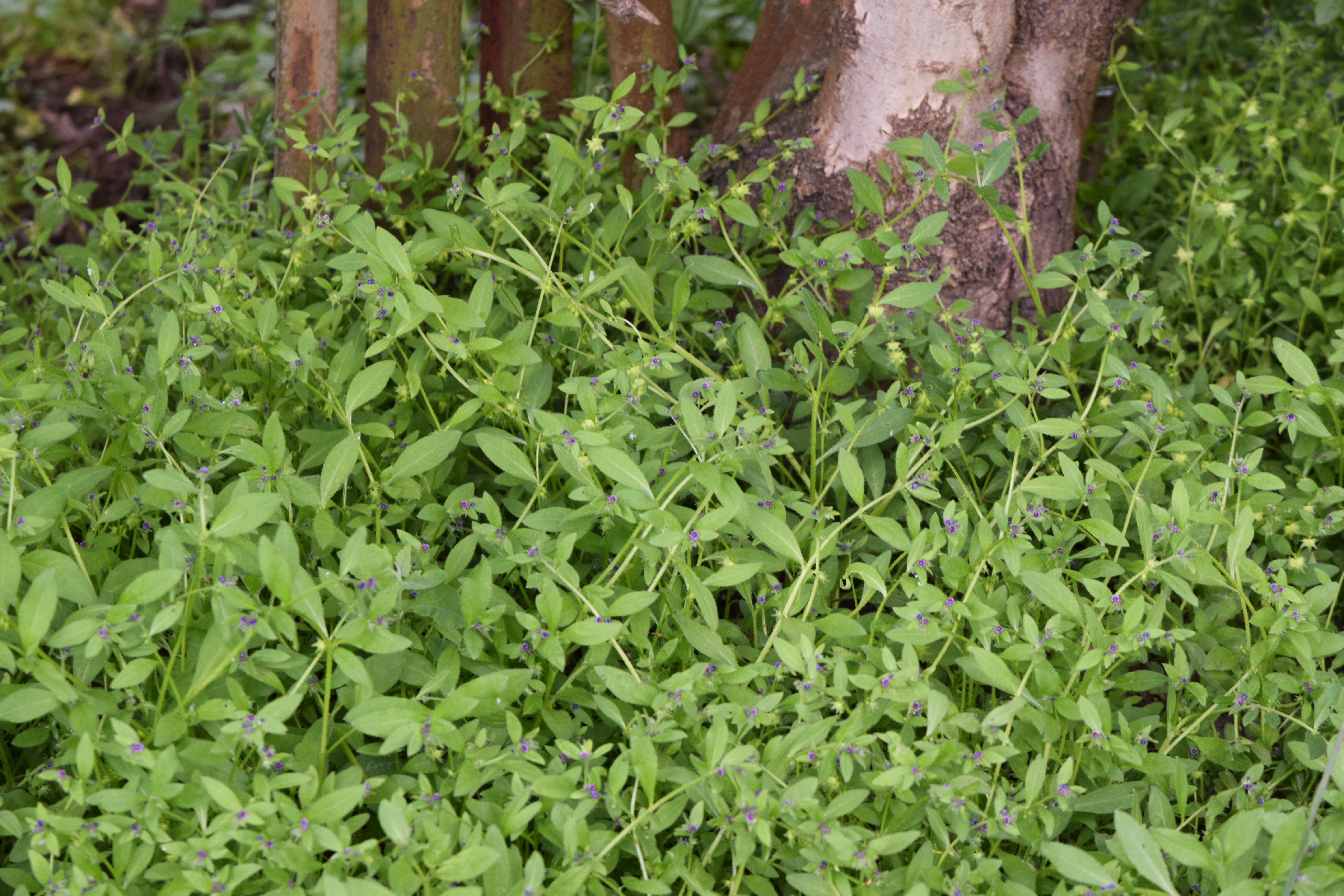
Pokrój

ŁodygaGałęzista, do 60 cm wysokości, pokryta drobnymi, skierowanymi w dół kolcami.
LiściePodługowatoeliptyczne, tępe.
KwiatyZa młodu purpurowofioletowe, później niebieskie, wyrastające po kilka w kątach liści. Rurka korony i osklepki białe. Kielich po przekwitnieniu powiększony, spłaszczony, 2-klapowy, pokryty na brzegu haczykowatymi, kolczastymi ząbkami.
OwoceRozłupnie składające się z czterech brodawkowanych rozłupek.

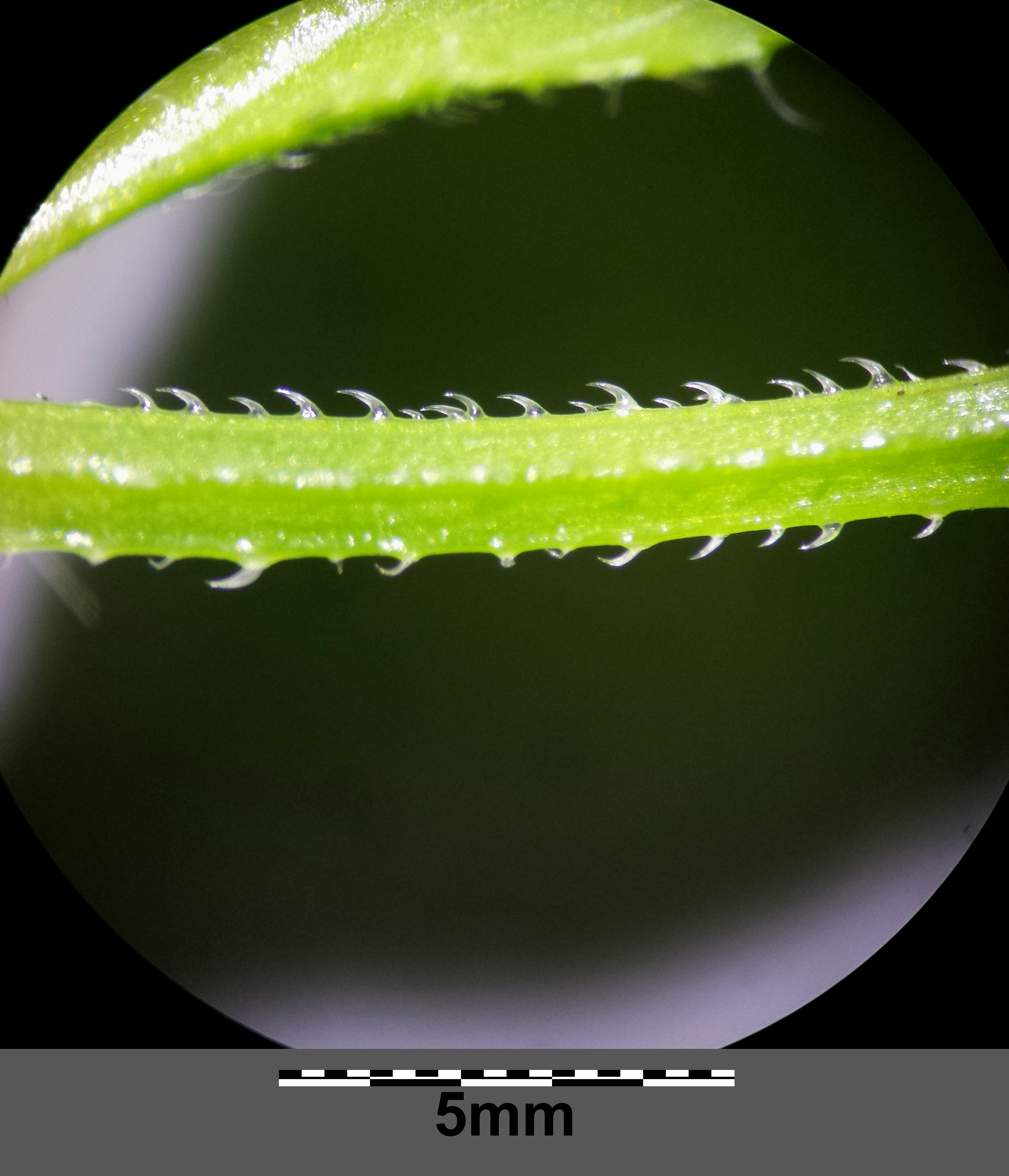
Łodyga
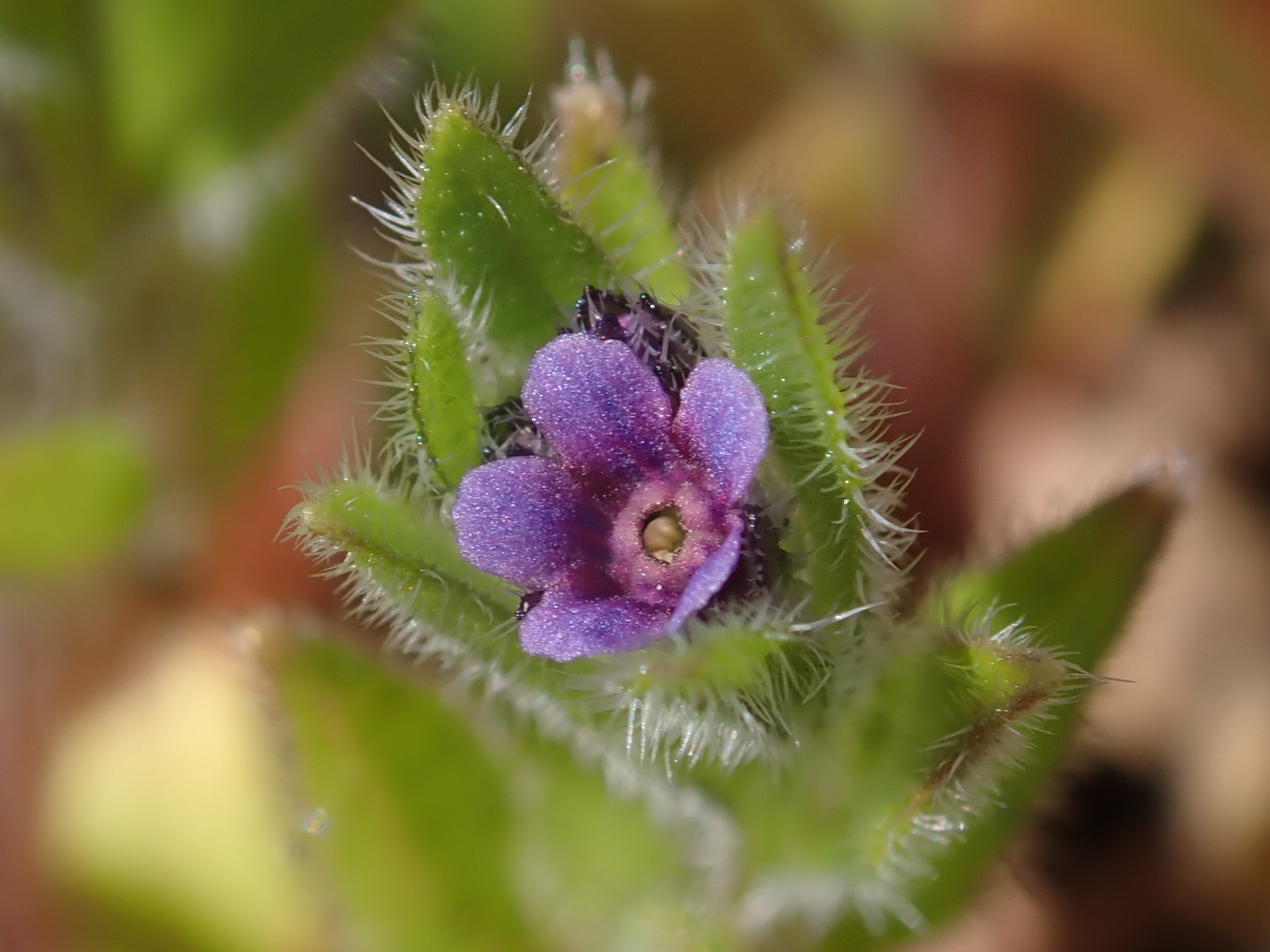
Kwiat
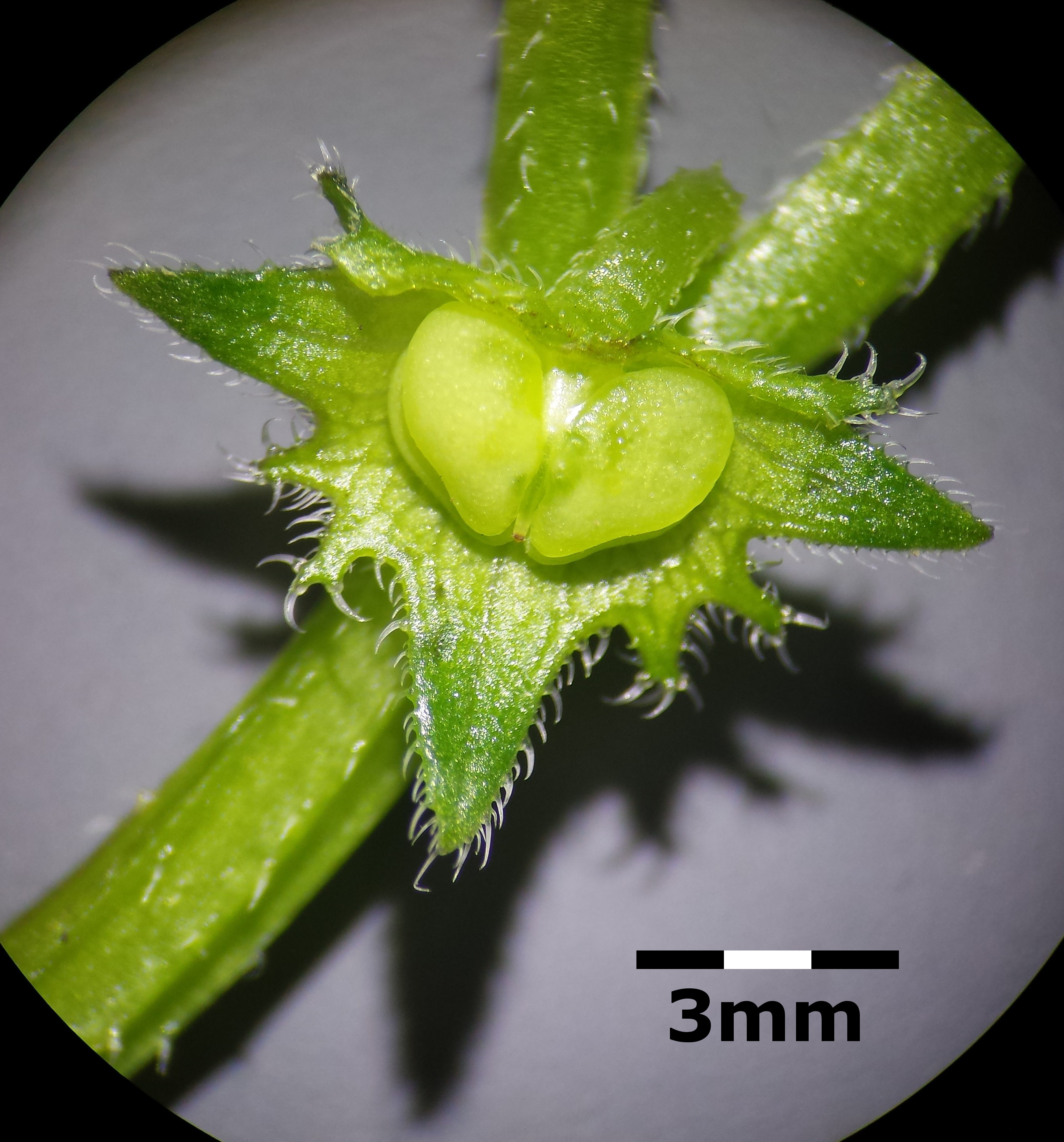
Owoc

## Biologia i ekologia
Roślina jednoroczna. Kwitnie w maju i czerwcu.

## Systematyka
Pozycja systematyczna
Gatunek z monotypowego rodzaju z plemienia Asperugeae w podrodzinie Boraginoideae i rodzinie ogórecznikowatych Boraginaceae. W obrębie plemienia jest taksonem siostrzanym dla pary rodzajów Anoplocaryum i mertensja Mertensia. Klad bazalny dla tej grupy i plemienia zarazem stanowi rodzaj Memoremea. Plemię Asperugeae jest siostrzane dla plemienia Omphalodeae.

## Zagrożenia
W Czerwonej liście roślin i grzybów Polski (2006) gatunek uznany za wymierający w Polsce (kategoria zagrożenia E). W wydaniu z 2016 roku otrzymał kategorię NT (bliski zagrożenia).